# De Marskramer (basisschool)
De Marskramer is een openbare basisschool, gevestigd aan de Kleuvenstee 1, in het centrum van de wijk Marsdijk, in Assen. De school is onderdeel van Plateau Openbaar Onderwijs Assen. 
De school is op 7 september 1987 geopend. Drie leerkrachten startten toen met 54 leerlingen. De school groeide uit tot een van de grotere scholen in Nederland, waarbij zij haar grootste omvang kende, toen ruim 800 leerlingen de school bezochten. Zij kregen er les van een team van bijna 60 leerkrachten.